# مارك وليامز (لاعب كرة قدم أسترالية)
مارك وليامز (بالإنجليزية: Mark Williams)‏ هو لاعب كرة قدم أسترالية أسترالي، ولد في 18 مارس 1964.

## وصلات خارجية
- مارك وليامز على موقع AustralianFootball.com (الإنجليزية)
- مارك وليامز على موقع AFLtables.com (الإنجليزية)